# Гамма Цефея
Га́мма Цефе́я (γ Cep, γ Cephei, Альраї) — подвійна зоря в сузір'ї Цефея, в однієї з компонент якої (γ Цефея A) була відкрита перша відома екзопланета. Має власне ім'я Альраї від арабського ar-rā‘ī — «чабан». В арабів сусідні зірки альфа й бета Цефея становили парний астеризм «Дві корови», звідки й з'явилася назва.

## Характеристики
Перебуває завдальшки 45 світлових років від Сонця. Видна неозброєним оком (зоряна величина 3,225m). Спектральна подвійна зірка.

## Планета
Існування позасонцевої планети Гамма Цефея A b було теоретично обґрунтоване ще 1988 року, але підтверджене лише 2002-го (методом доплерівської спектроскопії). Період обертання 903 дні (2,5 року), велика піввісь орбіти 2,04 а. о., орбіта дещо витягнена (ексцентриситет — 0,115). Мінімальна маса — 1,59 юпітеріанської.

## Нова полярна зірка
Унаслідок прецесії приблизно з 3100 року Гамма Цефея стане полярною і буде нею приблизно до 5100 року.

## Зовнішні посилання
- http://jumk.de/astronomie/exoplanets/errai.shtml [Архівовано 21 лютого 2017 у Wayback Machine.]
- McDonald Observatory: Planet Search finds first planet orbiting close-in binary star [Архівовано 11 листопада 2006 у Wayback Machine.]
- A Planetary Companion to the Binary Star Gamma Cephei
- SolStation: Errai 2 [Архівовано 28 червня 2008 у Wayback Machine.]

## Виноски
1. ↑  Созвездие Цефей (Cep) [Архівовано 20 лютого 2014 у Wayback Machine.] В. Г. Сурдин, А.А.Белинский; astronet.ru. (рос.)